# 中田屋
中田屋（なかたや）は、愛知県岡崎市に本社を置くかりんとう専門の菓子メーカー。1922年（大正11年）創業。「ありがとう。かりんとう。」の商標で知られる。2020年（令和2年）からは焼き芋の販売も開始し、「おかざき焼き芋街道」のブランド化に力を注いでいる。

## 概要・沿革
1922年（大正12年）12月、初代の伊與田佐一が飴屋として岡崎市松本町で創業。修業先の中登屋から一文字をもらい屋号とした。二代目の伊與田武は1953年（昭和28年）から最中やゼリーなどをつくり始め、1964年（昭和39年）、現在の看板商品となるかりんとうを始めた。
1997年（平成9年）、伊與田晃浩が三代目を継承。同年、ロングセラー商品となる「八丁味噌かりんとう」を開発。
2000年（平成12年）に創業地の向かいの場所（能見通1丁目）に新工場を建設し、2001年（平成13年）には法人化した。しかし、バブル崩壊後の大手スーパーの進出と菓子の安売り合戦などの影響で、地域の卸先の問屋やスーパーは倒産に追い込まれ、取引先を次々と失った。このため下請け業者からの脱却を図り、2006年（平成18年）から自社ブランド作りを本格化させた。遺伝子組み換えではない菜種油、三河産の大豆や玄米を使い、独自のかりんとうに仕上げることに成功。東京などで展示会に出品し、メディアにも取り上げられ、認知度を高めた。 
2008年（平成20年）、揚げたてのかりんとうの販売を開始。同年に刊行された『全国 五つ星の手みやげ』（岸朝子監修）で八丁味噌かりんとうが紹介された。

### 直売店を開店

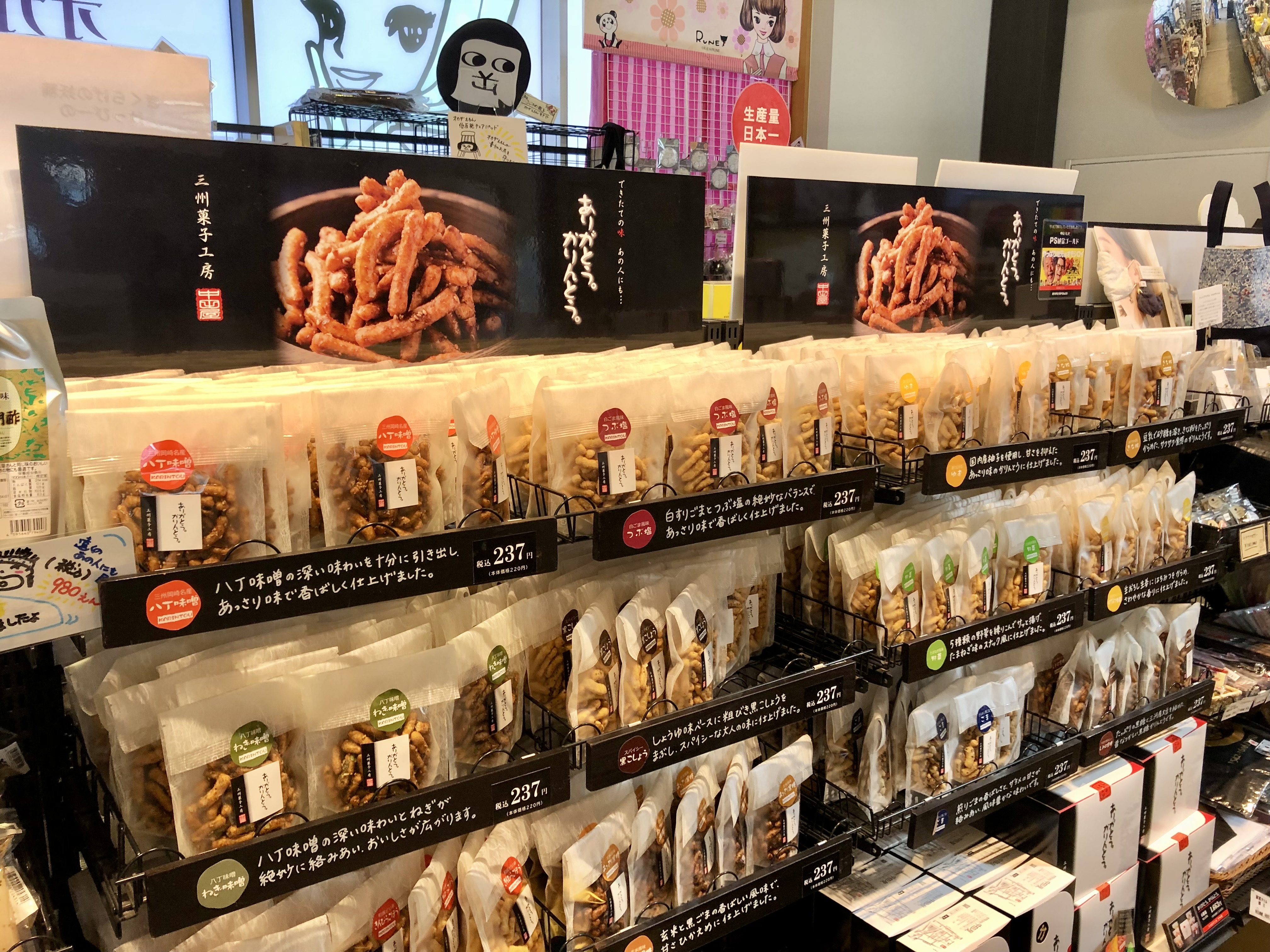
道の駅藤川宿の中田屋コーナー

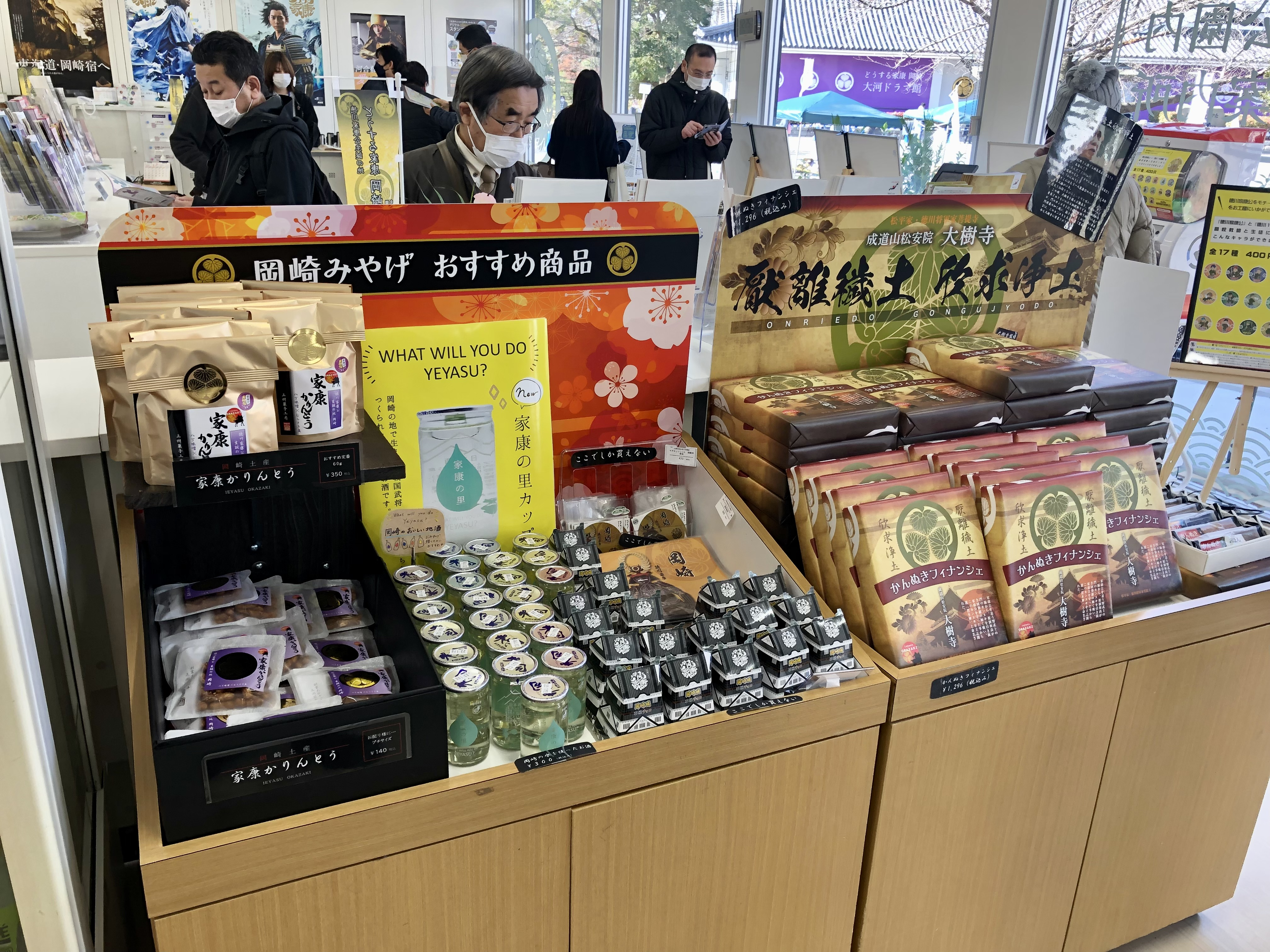
大河ドラマ『どうする家康』の放映にあわせて移転新築された岡崎公園のみやげ屋。新商品「家康かりんとう」がおすすめ商品として陳列されている。

2010年（平成22年）10月5日、本社工場の1階事務所を改装し、直売店「三州菓子工房 中田屋」を開店した。2011年（平成23年）、「ありがとう。かりんとう。」を商標登録。
2020年（令和2年）、新型コロナウイルス感染拡大の影響で売り上げが激減。同年10月から店頭で焼き芋を販売。商品の新規開拓はコロナの影響によるものであったが、同時に「おかざき焼き芋街道」のブランド化に力を入れる。中田屋の焼き芋は「ねっとり系」と称される「紅はるか」「シルクスイート」の2つの品種のサツマイモを使っている。テレビのニュース番組では「かりんとう製造の技術で蜜を最大限引き出した極上の焼き芋」と紹介された。
2022年（令和4年）11月、JAあいち三河と中田屋は、岡崎市と幸田町で栽培した大豆「フクユタカ」を使用した新たな6次化商品「カラフル大豆」を共同開発した。炒った大豆に6種類のフレーバー（黒糖・八丁味噌・いちごみるく・抹茶・ゆず・きな粉）をコーティングしたもの。パッケージは中田屋の12種類のかりんとうに似せてデザインされた。
同年12月27日、「おかざき焼き芋街道」が愛知県農業水産局が主催する観光事業「食と花の街道」に認定された。
2023年（令和5年）、徳川家康の生誕地である岡崎市では、大河ドラマ『どうする家康』の放映にあわせて、岡崎公園内の三河武士のやかた家康館が大河ドラマ館として生まれ変わり、岡崎城もリニューアルオープンした。中田屋では、家康が味噌好きで麦飯を食していたことにちなみ、八丁味噌かりんとうをベースに、地元名産のむらさき麦をまぶした商品「家康かりんとう」をみやげ屋などで販売開始した。